# Israel Museum

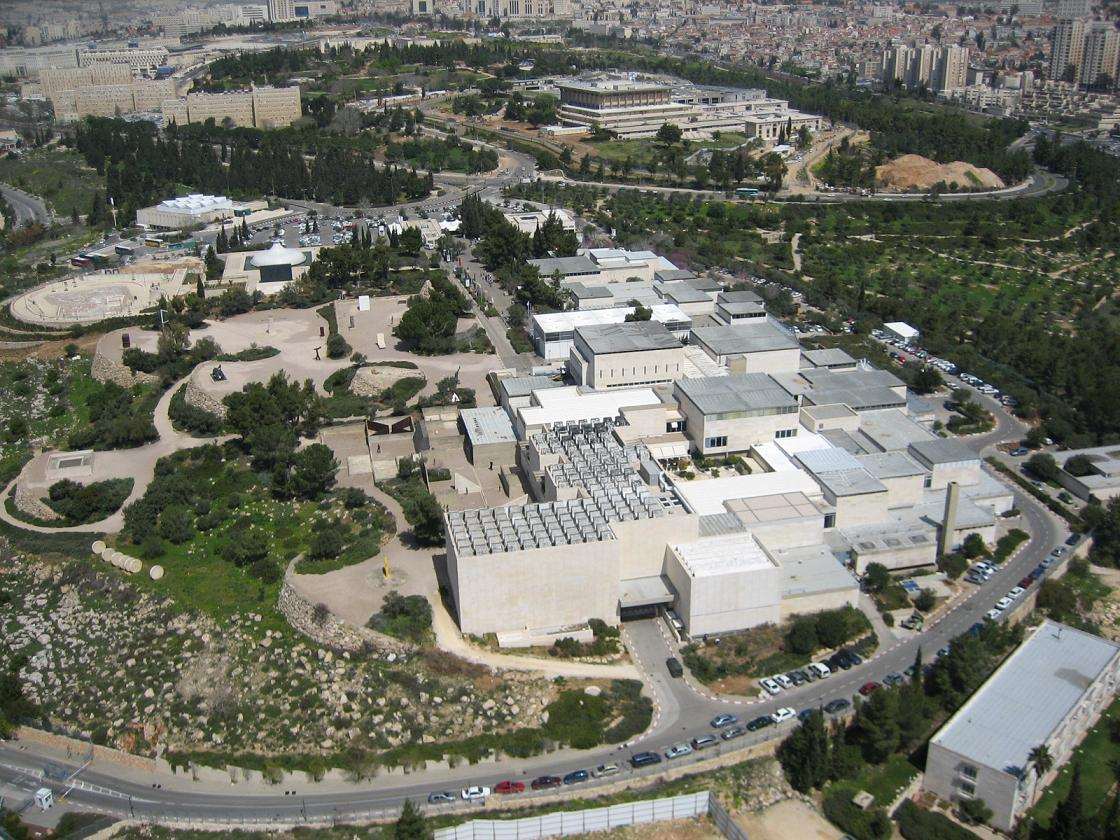
Luftfotografi av Israel Museum, med Knesset i bakgrunden.

Israel Museum, Jerusalem (hebreiska: מוזיאון ישראל, ירושלים, Muze'on Yisrael, Yerushalayim) invigdes 1965 som Israels nationalmuseum. Museet ligger på en kulle i bostadsområdet Givat Ram i Jerusalem, nära Knesset och Det hebreiska universitetet i Jerusalem. Museet är den största kulturella institutionen i Israel och rankas som ett av de ledande konst- och arkeologimuseerna i världen. Bland annat innehåller museet världens största samling av arkeologi som relateras till bibeln och det förlovade landet. Museets totala area är nästan 50 000 kvadratmeter och antalet besökare uppgår till omkring 800 000 per år, inklusive 100 000 barn som besöker museets utbildningsavdelning för barn och unga.

## Modell av Andra Templet
På museet finns en modell av andra templet (516 f.Kr. — 70 e.Kr.) i Jerusalem. Modellen rekonstruerar topografin och stadens arkitektoniska karaktär före år 66 e.Kr., det år då det stora upproret mot romarna utbröt. År 70 förstördes templet och Jerusalem lades i ruiner.

## Galleri

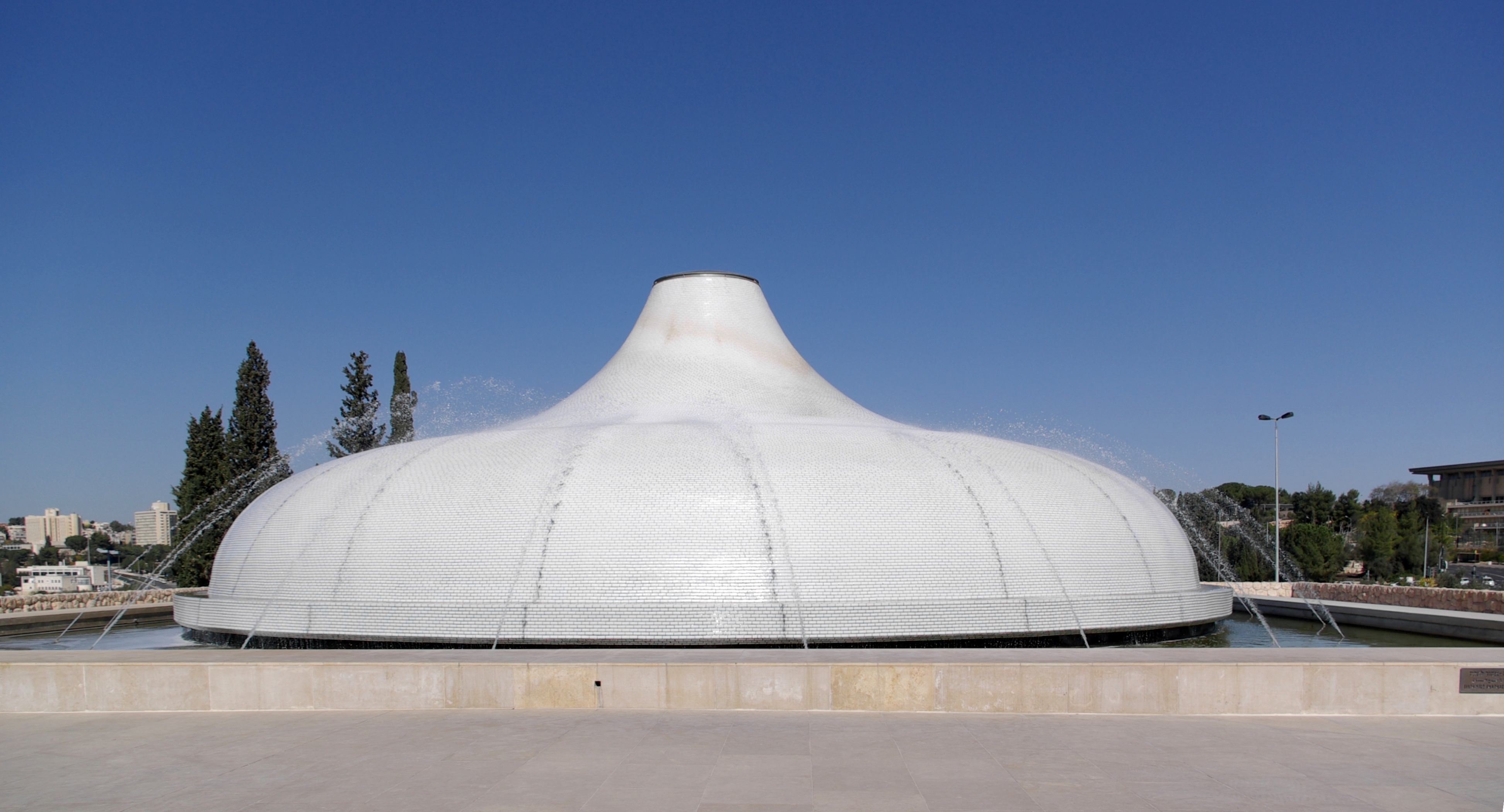
Bokens helgedom
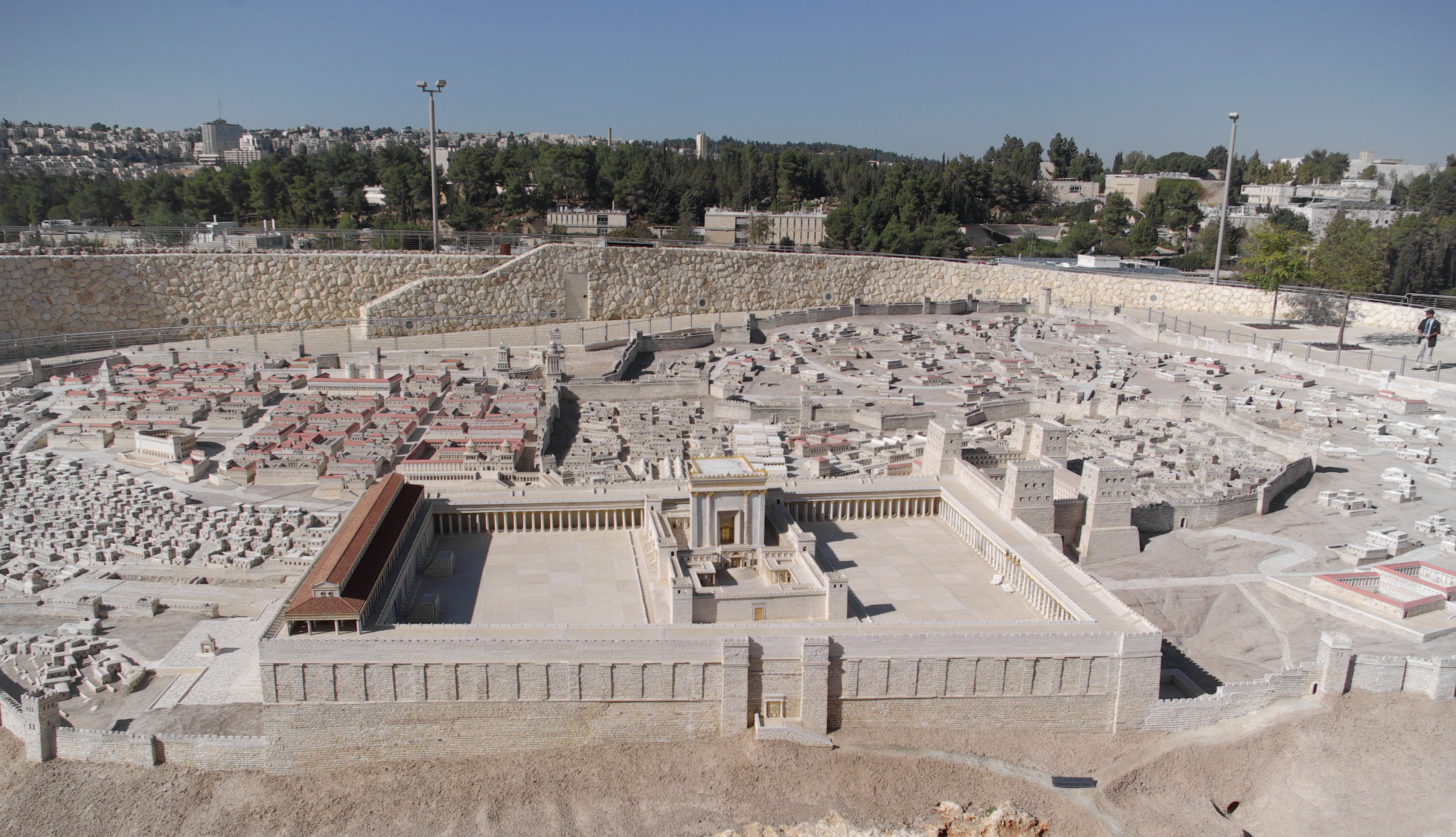
Modell av Andra Templet